# Krikoiddruck
Als Krikoiddruck (Cricoiddruck) oder Sellick-Handgriff bezeichnet man den mit der Hand gegen den Ringknorpel des Kehlkopfs ausgeübten Druck, der die Speiseröhre im Bereich der oberen Ösophagusenge während einer endotrachealen Intubation oder einer Maskenbeatmung verschließen soll.
Ziel des Krikoiddrucks war die Vermeidung einer Regurgitation von Mageninhalt in die Luftröhre und in der Folge eine Aspiration in die Lunge während des Intubationsmanövers. Er kam vor allem bei der Narkoseeinleitung des nicht-nüchternen Patienten, der Rapid Sequence Induction (RSI) (Ileuseinleitung) zur Anwendung.
Der Nutzen und die Effektivität des Krikoiddrucks wird in der neueren Literatur bezweifelt, möglicherweise ist sogar eine Erhöhung des Aspirationsrisikos mit ihm verbunden. In zunehmendem Ausmaß wird er nicht mehr eingesetzt. Der Routineeinsatz des Krikoiddrucks zu Intubation im Rahmen einer Reanimation wird nicht empfohlen. Ebenso wird empfohlen bei der Intubation von nicht-nüchternen Kindern auf den Krikoiddruck zu verzichten.
1961 erfolgte die Erstbeschreibung des Krikoiddrucks durch Brian Arthur Sellick (1918–1996). Allerdings war schon 1774 in Großbritannien eine solche Technik zur Verhinderung des Erbrechens bei Ertrinkungsopfern beschrieben worden.
Das BURP-Manöver (Backward Upwards Rightward Pressure) wird prinzipiell ähnlich durchgeführt, hat jedoch zum Ziel, die Intubationsbedingungen bei schwieriger Intubation zu verbessern.